# León Villa
León Fernando Villa Arango (* 12. Januar 1960 in Medellín) ist ein ehemaliger kolumbianischer Fußballspieler. Der linke Außenverteidiger spielte sieben Mal für die Nationalmannschaft und gewann auf Vereinsebene die Copa Libertadores 1989.

## Karriere

### Verein
León Villa begann seine Karriere 1982 bei Independiente Medellín und wechselte 1984 zu Stadtrivale Atlético Nacional. Dort feierte er große Erfolge und reifte zum Nationalspieler. Er gewann mit Nacional die Copa Libertadores 1989 durch den Finalsieg über den paraguayischen Verein Club Olimpia und wurde 1991 kolumbianischer Meister. Seine letzten Karrierejahre verbrachte der Abwehrspieler bei Deportes Quindío, bei dem er 1994 auch das Traineramt übernahm. 
Nach dem Ende seiner aktiven Laufbahn war Villa im Jugendbereich bei Atlético Nacional tätig.

### Nationalmannschaft
Villa debütierte im Juli 1989 für die Nationalmannschaft bei der Copa América im Gruppenspiel gegen Paraguay. Es blieb sein einziges Spiel in dem Turnier, bei dem Kolumbien als Gruppendritter nicht die Finalrunde erreichte. Villa wurde in den Kader zur Fußball-Weltmeisterschaft 1990 in Italien nominiert, kam allerdings nicht zum Einsatz. Die Cafeteros kamen ins Achtelfinale, in dem sie gegen die Überraschungsmannschaft aus Kamerun mit 1:2 nach Verlängerung ausschieden. Sein letzter Einsatz im Nationaltrikot war das Freundschaftsspiel im April 1990 gegen die USA. Insgesamt bestritt er sieben Länderspiele, in denen er ohne Torerfolg blieb.

## Erfolge
Atlético Nacional
- Sieger der Copa Libertadores: 1989
- Sieger der Copa Interamericana: 1990
- Kolumbianischer Meister: 1991